# Páll Finnur Páll (Live)
Páll Finnur Páll (Live) er et album af den færøske pop-gruppe Páll Finnur Páll. Albummet indeholder 13 sange og udkom d. 11. november 2009.

## Spor
1. Grannin
2. Rasputin
3. Gulldaman
4. Ber og Røtur
5. Eg
6. Maðurin og Lívið
7. Viðurkenning
8. Mín Russiski Vinur
9. Drykkju/Kærleiksvísa
10. Herbergið
11. Forelskaður Sjónleikari
12. Fari Mín Egna Veg
13. Lær At Siga Noy